# Pelastoneurus neglectus
Pelastoneurus neglectus är en tvåvingeart som beskrevs av Wheeler 1899. Pelastoneurus neglectus ingår i släktet Pelastoneurus och familjen styltflugor. Inga underarter finns listade i Catalogue of Life.